# Glicerol-2-fosfataza
Glicerol-2-fosfataza (EC 3.1.3.19, beta-glicerofosfataza, beta-glicerofosfatna fosfataza, 2-glicerofosfataza) je enzim sa sistematskim imenom glicerol-2-fosfat fosfohidrolaza. Ovaj enzim katalizuje sledeću hemijsku reakciju
glicerol 2-fosfat + H2O {\displaystyle \rightleftharpoons } glicerol + fosfat

## Spoljašnje veze
- Glycerol-2-phosphatase на 